# Psammogammarus gracilis
Psammogammarus gracilis is een vlokreeftensoort uit de familie van de Eriopisidae. De wetenschappelijke naam van de soort is voor het eerst geldig gepubliceerd in 1976 door Ruffo & Schiecke.